# La sete dell'oro (film 1928)
La sete dell'oro (The Trail of '98) è un film muto del 1928 diretto da Clarence Brown che venne sonorizzato con una colonna sonora e degli effetti sonori. La sceneggiatura si basa su The Trail of '98; a Northland Romance, romanzo di Robert William Service pubblicato a New York nel 1911 e racconta una storia  ambientata durante la corsa all'oro in Alaska.

## Trama
La febbre dell'oro è un contagio che attraversa tutti gli Stati Uniti, da ovest a est. Da Dawson City, parte anche Berna insieme al vecchio nonno cieco, per andare nel Klondike ad aprire un posto di ristoro per i minatori. Durante il duro viaggio, il nonno muore e Berna rinsalda il suo rapporto con Larry, un giovane avventuroso partito anche lui alla ricerca dell'oro. Insieme a Lars, Jim e Samuel, Larry trova una vena d'oro e, mentre gli altri compagni si recano in città per registrare la miniera, lui resta di guardia insieme a Samuel che però lo tradisce, abbandonandolo a morire di fame. Larry riesce a salvarsi, mentre Samuel finisce attaccato dai lupi che lo sbranano. Ritornato in città, Larry ritrova Berna che, costretta da Locasto, è diventata una donna perduta. Dopo uno scontro mortale con Locasto, Larry resta con Berna, cercando di rimettere in sesto le loro vite, insieme a Lars e Jim.

## Produzione
Il film fu prodotto da Clarence Brown per la Metro-Goldwyn-Mayer. Fu girato in Alaska, a Chilkoot, in Colorado, a Denver e a Great Divide con un budget stimato di 2 milioni di dollari. Le riprese, cominciate nel 1927, terminarono nell'anno seguente. Le condizioni durissime in cui dovette lavorare la troupe, provocarono la morte di ben sei uomini.

## Distribuzione
Il copyright del film, richiesto dalla Metro-Goldwyn-Mayer Distributing Corp., fu registrato il 29 luglio 1929 con il numero LP551. Distribuito dalla Metro-Goldwyn-Mayer, il film uscì nelle sale statunitensi il 20 marzo 1928. Nel 2009, è uscito digitalizzato in DVD distribuito dalla Warner Home Video.

### Date di uscita
IMDb e [Silent Era DVD]
- USA	20 marzo 1928
- Austria	    1929
- Germania	1929
- Finlandia	2 dicembre 1929
- USA  24 marzo 2009   DVD

Alias
- Die goldene Hölle    	Germania
- Die grüne Hölle	 Germania
- Gold	  Austria
- Gold - Tödlicher Staub	  Austria
- I dipsa tou hrysou   	Grecia